# (500289) 2012 PY34
(500289) 2012 PY34 es un asteroide perteneciente al cinturón de asteroides, descubierto el 11 de agosto de 2012 por el equipo del Siding Spring Survey desde el Observatorio de Siding Spring, Nueva Gales del Sur, Australia.

## Designación y nombre
Designado provisionalmente como 2012 PY34.

## Características orbitales
2012 PY34 está situado a una distancia media del Sol de 3,059 ua, pudiendo alejarse hasta 3,511 ua y acercarse hasta 2,608 ua. Su excentricidad es 0,147 y la inclinación orbital 8,564 grados. Emplea 1954,93 días en completar una órbita alrededor del Sol.
Los próximos acercamientos a la órbita de Júpiter se producirán el 18 de junio de 2063, el 11 de enero de 2122 y el 26 de noviembre de 2170, entre otros.

## Características físicas
La magnitud absoluta de 2012 PY34 es 16,1.